# Muralla galorromana de Nantes
La muralla galorromana de Nantes rodeaba la ciudad de Portus Namnetum (actual Nantes, Francia) desde la época de la Galia romana hasta la Alta Edad Media, de la que solo quedan vestigios.

## Historia
En la época de las invasiones bárbaras, en los años 270, la ciudad de Portus Namnetum, limitada al actual barrio de Bouffay, estaba indefensa. La primera muralla se construyó hacia 276, a juzgar por el miliario que forma parte de sus cimientos y que lleva el nombre del emperador Tácito, que solo reinó durante este año. La muralla fue terminada probablemente por el emperador Probo.
La muralla protegió la ciudad de las invasiones durante la Antigüedad tardía, pero en el siglo IX no fue suficiente para repeler las incursiones vikingas, que saquearon la ciudad e hicieron quemar la catedral. Las murallas dañadas fueron reconstruidas durante el siglo X, y a principios de ese siglo, el obispo Foucher hizo derribar la muralla situada al este de la catedral para ampliarla, e hizo construir una muralla al este de la zona que rodea el edificio, pero esta fortificación fue destruida de nuevo por los normandos. Hacia 940, Alain Barbe-Torte hizo construir a toda prisa una muralla de tierra.
En el siglo XIII, Guy de Thouars y su yerno Pierre Mauclerc, duque de Bretaña, construyeron nuevas murallas. En esta época se derribó gran parte de la muralla romana, pero los tramos a lo largo de los ríos Erdre y Loira permanecieron más o menos intactos hasta la época moderna, cuando la población empezó a crecer más allá de los límites de las murallas antiguas y medievales. Algunos tramos sobrevivieron hasta el siglo XIX.

## Extensión
La muralla, de 1665 metros de longitud y 16 hectáreas de extensión, es una de las más grandes de la Galia. Se extiende desde el actual castillo de los duques de Bretaña, hacia el norte, en dirección a la catedral y la puerta Saint-Pierre, luego hacia el oeste hasta la calle Saint-Léonard, a lo largo de las actuales calles Cordeliers y Garde-Dieu, donde formaba el muro norte de la iglesia del convento de Cordeliers a finales de la Edad Media. Gira hacia el sur por Saint-Léonard y el antiguo curso del Erdre, hasta el final del Loira, hacia la actual iglesia de Sainte-Croix y la plaza del Bouffay, donde se construyeron en la Edad Media el castillo del Bouffay y la Tour du Bouffay. A partir de aquí, sigue las orillas del Loira y termina en el castillo. En cada esquina (es decir, en el emplazamiento del actual castillo, en la Puerta Saint-Pierre, en Saint-Léonard y en el Bouffay) se levanta una torre circular y a lo largo de su recorrido se construyeron torres semicirculares de 8 metros de diámetro, así como otras muchas puertas y postigos.

## Construcción
La construcción de los paramentos exteriores es típica del Bajo Imperio romano. Como explica Marcel Giraud-Mangin: «Los paramentos de ambas caras son de petit appareil, es decir, formados por hiladas regulares de cascotes escuadrados unidos con cemento. El espacio entre los dos paramentos se rellena con un bloque de guijarros, trozos de piedra y ladrillos rotos, embebidos en un mortero de hormigón o cal. La cara exterior está decorada con un triple encadenado de ladrillos colocados en plano, sobre tres o cuatro hiladas de piedra de mampostería».
Este estilo de construcción puede verse en todo el antiguo Imperio romano, desde Londres hasta Constantinopla. Otro ejemplo en Nantes se encuentra en uno de los muros de la capilla de Saint-Étienne, que data de la misma época.
Los cimientos del recinto y las tres o cuatro primeras hiladas de piedras son cascotes irregulares y toscos; evidentemente, esta parte está bajo tierra. Las capas de piedras escuadradas tienen 33 centímetros de altura (en Saint-Pierre) o 40 cm (en el convento de Cordeliers), y las de ladrillos 16,5 y 20 cm respectivamente. Los paramentos interiores, por el contrario, no tienen esta composición, estando formados únicamente por cascotes toscos y raramente por ladrillos.
El grosor del muro varía ligeramente, de 4,26 metros (Saint-Pierre) a 3,80 metros (convento). La altura varía un poco más, de 7,5 a 8,5 m.

## Restos
En el siglo XIX podían verse algunos restos de la muralla en la plaza del Bouffay y en el interior de los edificios de las calles Prémion y Saint-Léonard, pero han desaparecido. Asimismo, otro tramo, descubierto en 1910 en la rue de l'Écluse (actual rue des Trois-Croissants), ya no existe.
En la actualidad, sólo quedan los dos vestigios mencionados: el cours Saint-Pierre y la porte Saint-Pierre (junto a la catedral), así como en el convento de los Cordeliers (cerca de la école Saint-Pierre) y, por último, un resto en el museo de historia de Nantes, en el castillo de los Duques. La parte cercana a la Puerta Saint-Pierre se excavó en 1910-1911; solo se conservan 2 metros de altura, ya que la muralla medieval se construyó sobre ella.
La parte más grande y mejor conservada se encuentra en el patio de la escuela primaria Saint-Pierre (situada en el número 9 de la calle del Refugio). Esta reliquia tiene 5 metros de altura y 18 metros de longitud. Durante la Edad Media, se excavaron dos pasadizos abovedados con escaleras a través del recinto, en uno de los cuales se construyó una pequeña capilla.
La capilla del interior fue declarada monumento histórico por decreto de 27 de noviembre de 1926.

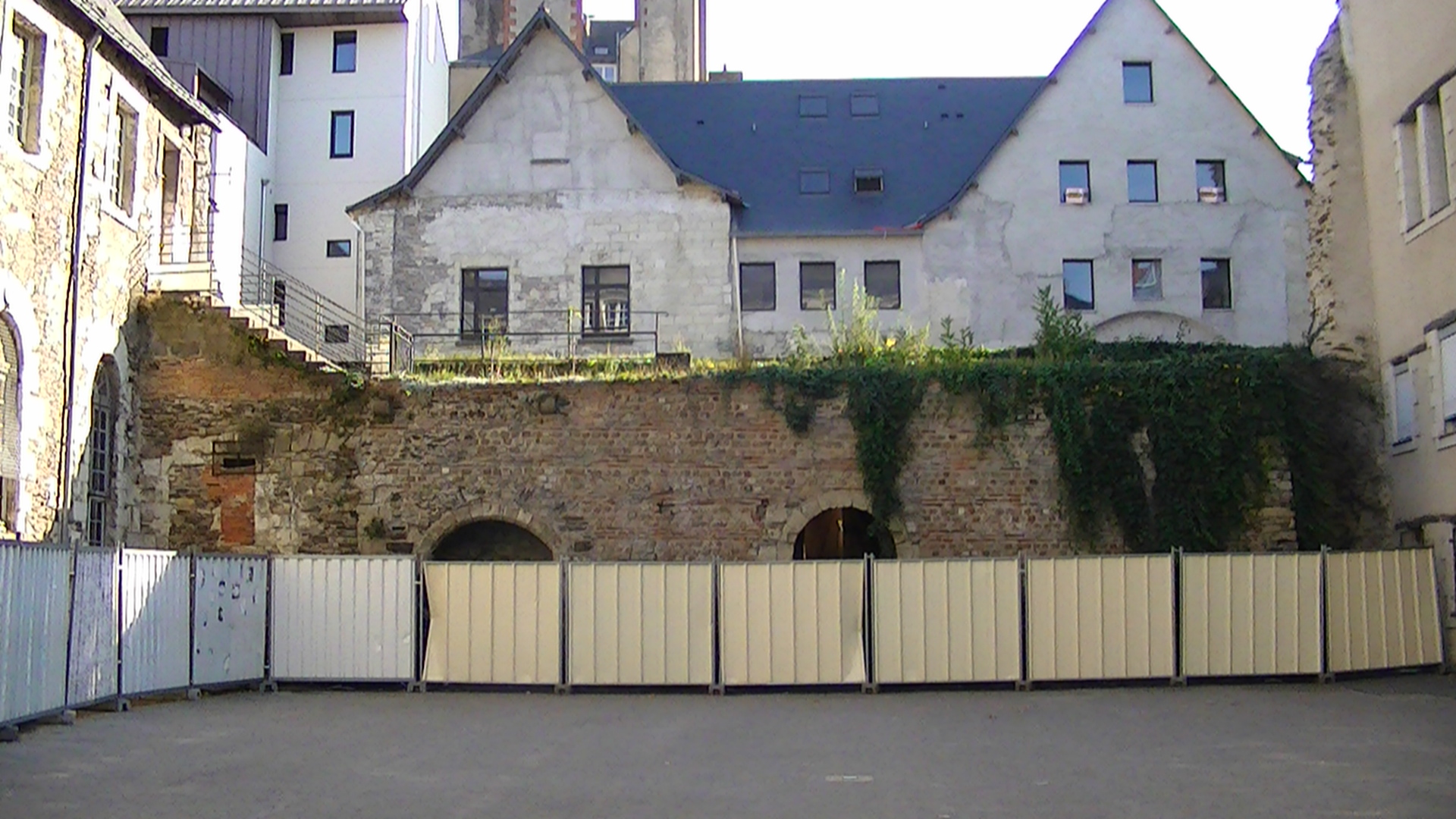
El recinto interior de l'École Saint-Pierre.
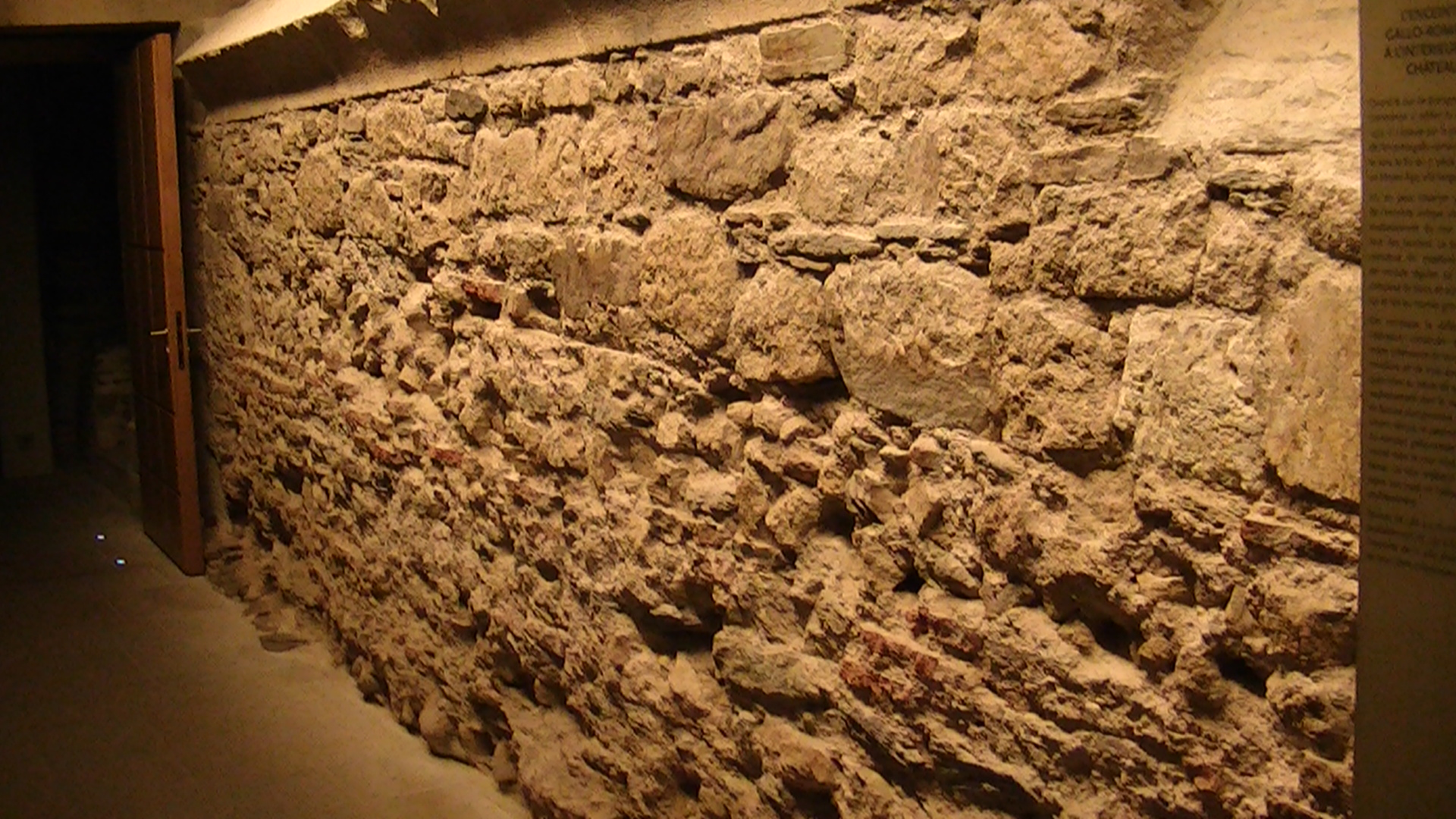
El recinto en el interior del castillo.
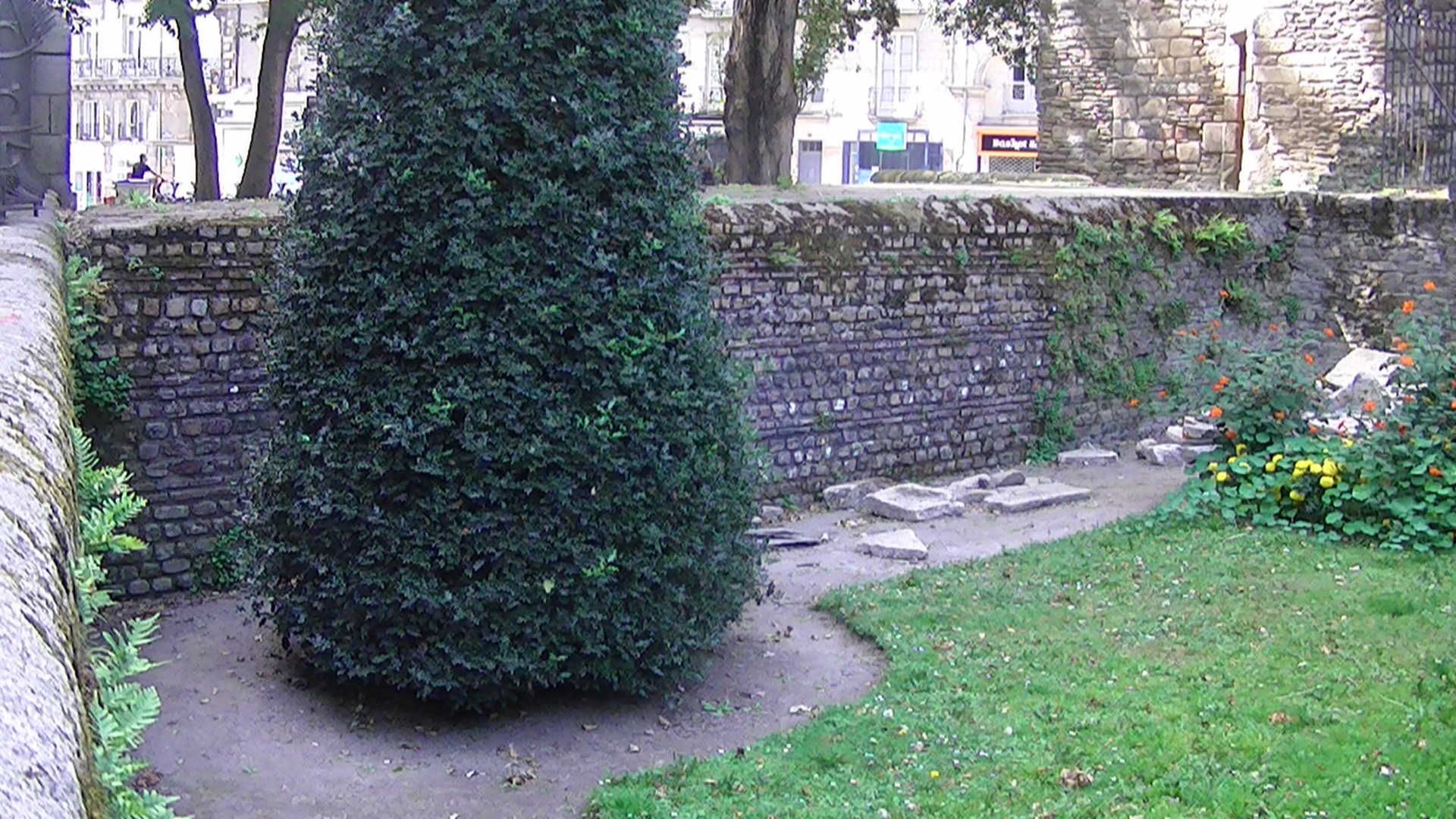
El recinto junto  la Porte Saint-Pierre.
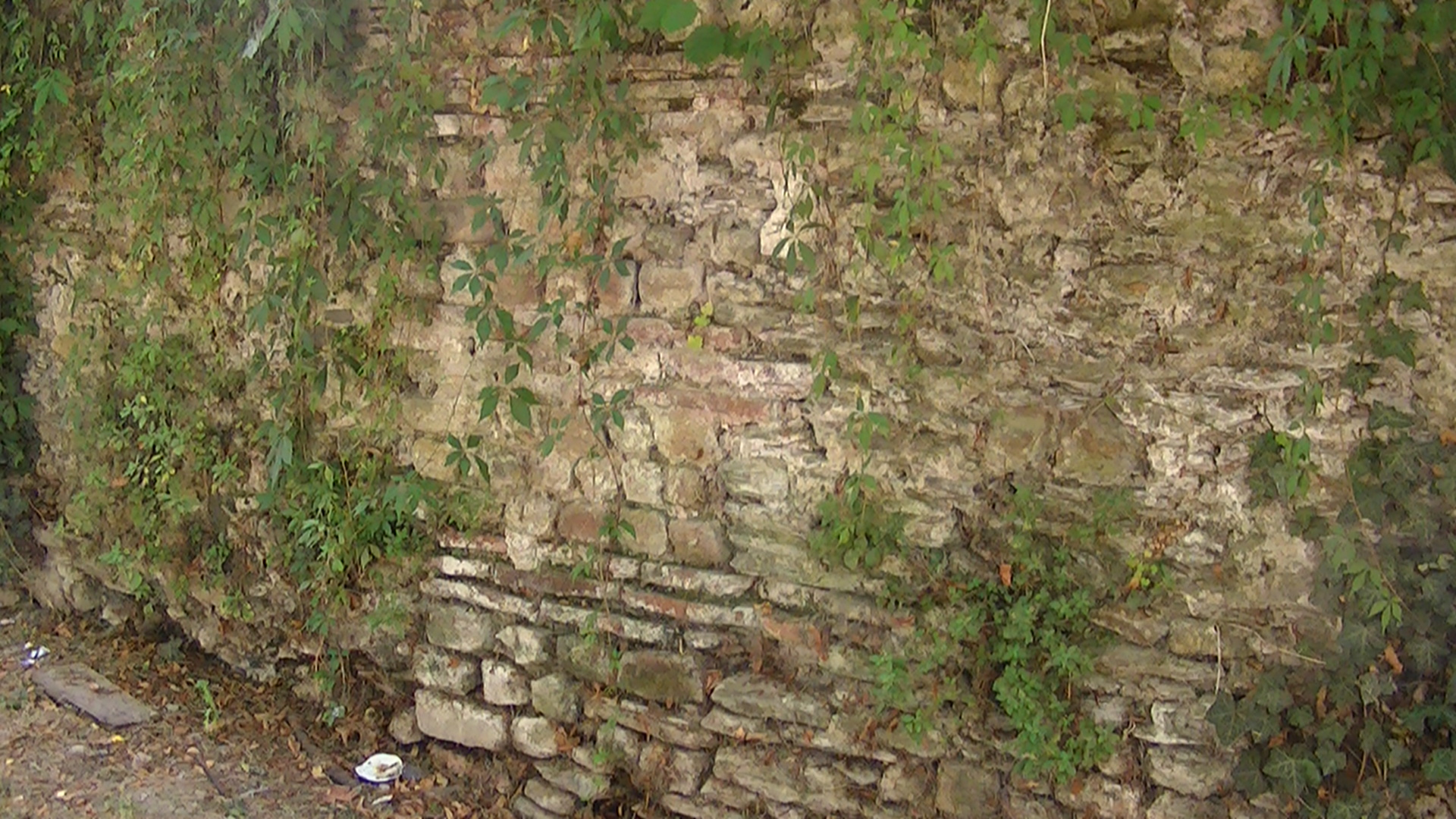
El recinto a lo largo del Cours Saint-Pierre.